# 뉴트럴 밀크 호텔
뉴트럴 밀크 호텔(영어: Neutral Milk Hotel)은 미국 루이지애나주 러스턴에서 음악가 제프 맨검(Jeff Mangum)이 결성한 록 밴드이다. 음악적으로 인디 록과 사이키델릭 포크의 영향을 받았으며, 의도적으로 저음질의 음악을 만든다. 맨검은 밴드의 작사가로 사랑, 영성, 노스탤지어, 성, 외로움 등 다양한 주제를 초현실적이면서 이해하기 힘든 가사를 썼다. 또한 밴드의 멤버들은 톱이나 디지털 호른, 일리언 파이프와 같이 본래 록에서 많이 사용되지 않는 악기를 연주하였다.
뉴트럴 밀크 호텔은 맨검의 홈레코딩 프로젝트로부터 탄생했다. 1994년 맨검은 셰어 돌 레코드를 통해 "Everything Is"라는 곡을 발표했는데 이것이 나름 반응이 좋자 1996년 어린 시절 친구인 로버트 슈나이더와 함께 <On Avery Island>라는 앨범을 만들었고 이것이 5천장 정도 팔리고 꽤 괜찮은 평을 받았다. 이후 맨검은 두 번째 앨범을 위해 줄리안 코스터, 제레미 반스, 스콧 스필레인을 영입했고 1998년 앨범 <In the Aeroplane Over the Sea>를 발표하여 대부분 긍정적인 평을 받았지만 그렇다고 당시에는 찬사를 받지는 못했다.
투어를 벌이면서 이들의 인기는 인터넷을 통해 확산되기 시작했는데 이것이 맨검에게는 부정적인 영향을 끼쳤고 정신 건강에 문제가 생겼다. 이로 인해 투어를 계속할 수 없었고 곧이어 뉴트럴 밀크 호텔은 휴지기에 들어간다. 활동 중단 기간 동안 이들은 컬트 추종자들을 얻게 되었고 <In the Aeroplane Over the Sea> 앨범의 위상이 엄청 높아지면서 인디 록의 랜드마크 앨범이 되었고 1990년대 최고의 앨범 중 하나로 손꼽히게 되었다. 아케이드 파이어아(Arcade Fire)나 디셈버리스츠(Decemberists)와 같은 인디 록 밴드들이 이들의 절충적 음악과 진지한 가사에 영향을 받았다. 뉴트럴 밀크 호텔은 이후 2013년 재결합하였고 다시 휴지기에 들어간 2015년까지 재결합 투어를 벌였다.

## 역사

### 초창기
뉴트럴 밀크 호텔은 1980년대 미국 루이지애나주 러스턴에서 제프 맨검의 여러 홈레코딩 프로젝트들 중 하나에서 비롯되었다. 맨검이 고등학생 때였는데 처음에는 밀크라는 이름으로 시작했다. 초기 밀크의 곡들인 <Invent Yourself a Shortcake>과 <Beauty> 등은 맨검의 친구들이었던 로버트 슈나이더, 빌 도스, 윌 컬렌 하트 같은 이들과 공유하였다. 밀크가 만든 곡들은 계속해서 홈레코딩 테이프로 제작되었고 이것들이 모여서 결국 <Elephant>라는 모음으로 묶여진다. 이들은 자신의 음악을 레코드 레이블을 통해 내는 것에 별 관심이 없었고 그냥 서로 간에, 그리고 학교 친구들과 돌려 듣는 것에 만족하고 있었다. 그러다가 맨검은 밀크라고 불리는 다른 밴드가 있다는 것을 알게 되고 자신의 프로젝트 밴드 이름을 하트가 제안한 뉴트럴 밀크 호텔로 개명한다.
고등학교를 졸업한 맨검은 루이지애나 기술 대학에 진학했다가 그만 두고 조지아주의 아테네로 거주지를 옮겨 도스와 하트와 함께 신세딕 플라잉 머신이라는 밴드에서 연주하다가 곧 빠져나왔다. 그리고 덴버, 로스앤젤레스, 시애틀 등 여러 곳을 전전하며 방랑자의 삶을 살았다. 이러는 동안 간간이 녹음을 했으며 이 중 하나가 1993년의 데모 앨범인 <Hype City Soundtrack>이다. 슈나이더에 따르면면 이 앨범은 대도시에서 만연했던 음악의 상업화에 대한 맨검의 반응을 담은 것이라고 한다.  시애틀에 사는 동안 맨검은 음악계에 대한 그의 불안을 극복하고 "Everything Is"를 셰어 돌 레코드를 통해 발표했다. 이 곡에 대한 반응을 접한 맨검은 뉴트럴 밀크 호텔 이름으로 더 많은 곡을 만들어야 겠다고 마음먹었다. 맨검에 의하면 "이 싱글은 하늘이 내려준 선물이었다. 당시 나는 삶의 모든 면에 있어 거의 끝자락에 매달려 있던 상태였다... 그러다 셰어 돌 레코드의 낸시 오스트랜더에게 테이프를 보냈고 그녀가 싱글을 내고 싶다고 하면서 나를 구원해 주었다"라고 한다.
당시 맨검은 슈나이더가 덴버에 있을 때 만들었던 밴드인 애플스 인 스테레오에서 베이스를 맡고 있었는데 이 밴드는 스핀아트 레코드와 계약을 맺고 싶어했고 로스앤젤레스에서 레이블 측 인사인 브라이언 맥피어슨과 만남을 갖게 되었다. 그는 슈림퍼 레코드의 티셔츠를 입고 있던 맨검에 관심을 보였고 그가 이전에 자신이 좋아했던 곡 "Everything Is"를 썼다는 것을 알게 되자 맥피어슨은 뉴트럴 밀크 호텔을 위해 뛰게 되었고 "Everything Is"와 "Ruby-Bulbs" 두 곡을 머지 레코드의 설립자인 로라 발란스와 맥 맥코건에게 전달했다. 이 둘이 곡을 마음에 들어하면서 뉴트럴 밀크 호텔을 영입한다.

### <On Avery Island>와 4인조로 확대

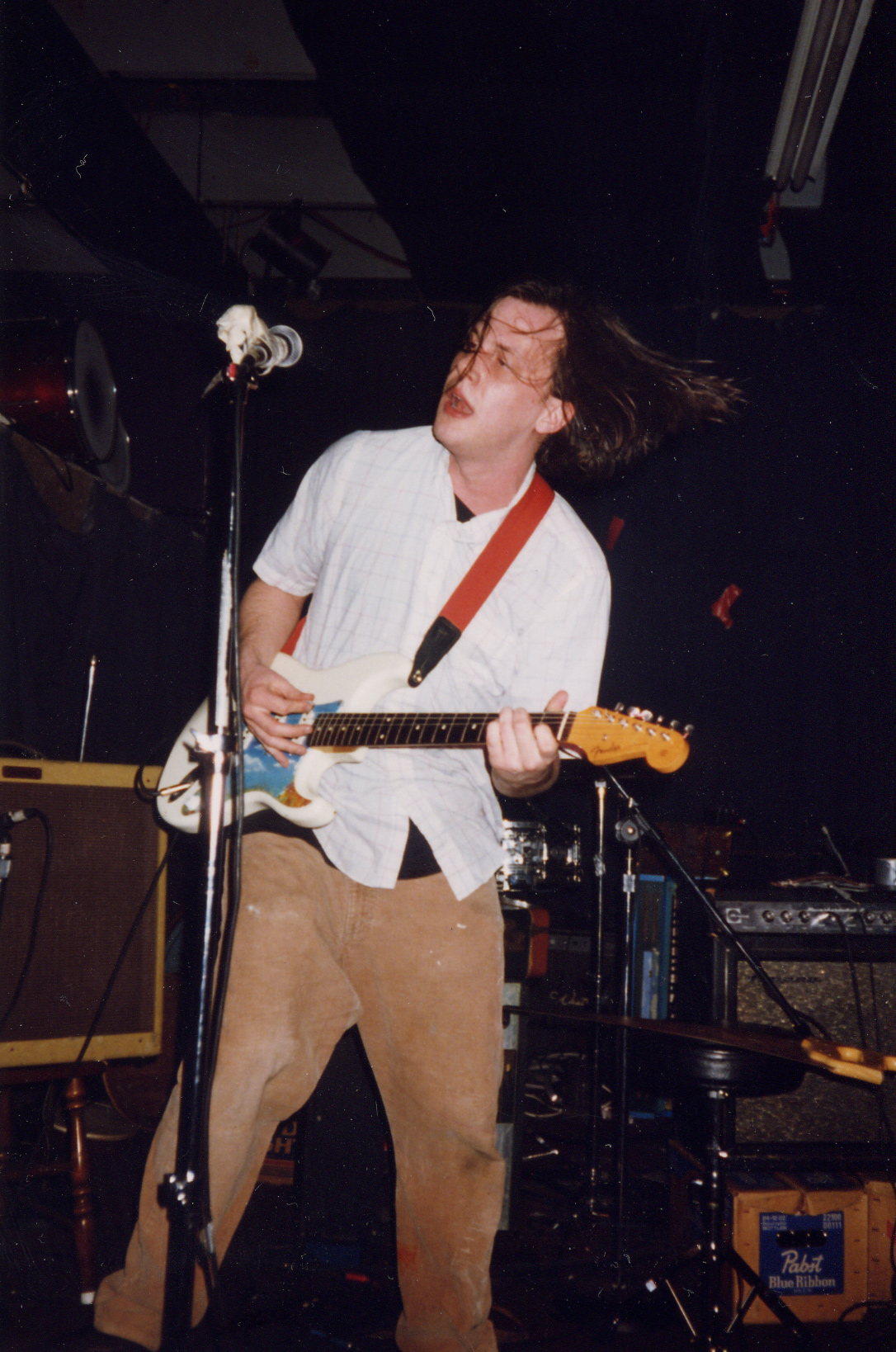
뉴트럴 밀크 호텔의 제프 맨검 (1997년)

맨검은 덴버로 자리를 옮겨 첫 앨범 <On Avery Island>를 녹음했다. 슈나이더는 제작을 맡았고 녹음 세션은 1995년 2월에서 5월까지 진행되었다. 슈나이더는 비틀즈 풍의 음악 제작을 하고 싶어했지만 맨검이 저음질 사운드에 관심이 있었다. 처음에는 많이 실망했지만 차츰 그것을 좋아하게 되었고 그렇게 해서 앨범이 만들어졌다. 당시 슈나이더는 음악이 어떠해야 한다는 기존 관념을 완전히 내려놓았다고 한다. <On Avery Island>는 미국 머지 레코드에서 1996년 3월 26일, 영국에서는 같은 해 9월 30일에 파이어 레코드를 통해 발매되었다. 이 앨범은 대략 5천 장쯤 팔렸고 머지 레코드는 그 정도면 성공이라고 여겼고 평단으로부터 호평을 받았는데 평론가들은 이들을 음악을 로파이 팝으로 불렀다. 휴스턴 크로니클의 커트 울프는 이들의 음악을 듣고 "최고의 몽롱한 경험이었다"며 "이 앨범을 "눈에 띄게 신선하고 흥미로웠다고" 평했다. 영국의 NME는 "뉴트럴 밀크 호텔은 비참한 자기 성찰을 잘 조준된 전동 드릴처럼 두개골을 관통하는 포크 만트라로 변환시킬 수 있음을 보여주었다"고 했다. <On Avery Island>는 빌리지 보이스의 1996년 투표에서 35위를 차지했다.
<On Avery Island> 앨범 발매 이후 제프 맨검은 투어를 위해 연주자들을 섭외하려 했다. 러스턴에 살면서 맨검은 뉴욕 출신의 뮤지션인 줄리안 코스터와 친구가 되었고 서로 데모 데이프를 주고 받다가 뉴트럴 밀크 호텔의 베이스로 합류했다. 이 시기에 코스터는 시카고에 있는 드러머 제레미 반스에게 편지를 받았는데 거기에서 반스는 자신의 꿈에 다다르지 못하고 있다는 내용을 썼다. 코스터에 의하면 "제레미는 내게 편지를 보냈는데 내가 볼 때 제레미가 가야할 길에서 너무 멀어져 버린 듯한 내용이었다... 나는 그의 운명이 다른 곳에 있다고 느꼈다"고 했다. 이 편지를 받고 코스터와 맨검은 제레미를 만나려 시카고로 갔다. 짧은 오디션 후에 둘은 반스를 설득하여 다니고 있던 드폴 대학교를 그만 두고 밴드에 합류하도록 했다. 마지막 멤버는 맨검이 코스터와 함께 지내기 위해 뉴욕시로 가던 중간에 만난 텍사스주 어스틴에서 동향 출신 뮤지션인 스콧 스필레인인데 당시 피자 가게에서 일하고 있었고 맨검은 그를 도와 잠시 바쁜 밤시간에 피자를 만들기도 하다가 그를 설득하여 밴드에 합류하도록 했다.
밴드 멤버들은 뉴욕시로 자리를 옮겼고 코스터 할머니의 집에서 연습을 하며 살았다. 코스터는 멤버들에게 자신이 연주해 보지 않은 악기들을 연습해 볼 것을 권했는데 예를 들어 드러머인 반스는 아코디언 연주를 배웠고 스필레인은 매일 몇 시간씩 관악기들을 연습했다. 1997년 4월 28일 뉴트럴 밀크 호텔은 국내 투어를 시작했고 그러면서 함께 연주하는 법을 익혔다. 투어로 수입이 생긴 이들은 조지아주 아테네로 이주했다. 1997년 봄 맨검은 두 번째 앨범 전곡을 쓰고 데모 테이프를 만들어 멤버들과 나누었고 이들은 앨범 녹음을 위해 덴버로 떠난다.

### <In the Aeroplane Over the Sea>
뉴트럴 밀크 호텔의 두 번째 앨범 <In the Aeroplane Over the Sea>는 슈나이더가 제작을 맡아 1997년 7-9월에 녹음되었다. 로파이를 좋아하는 맨검의 취향을 살리기 위해 슈나이더는 새로운 녹음 기술을 사용했다. 맨검은 음악에 디스토션 레이어를 깔고 싶어했는데 슈나이더는 기존 이펙터인 빅 머프나 디스토션 페달을 사용하지 않고 대신 벨라리 RP-200 튜브 마이크 프리앰프를 맨검의 기타에 근접하고 엄청난 컴프레션을 걸어서 믹싱 콘솔로 보냈고 이것을 최고치로 올렸다. 이런 녹음 방식은 <In the Aeroplane Over the Sea> 앨범 전체에 사용되었다. 슈나이더는 이러한 비선형적인 마이크 디스토션이 독특하고 "따뜻한" 음질을 만들어 냈다고 했다.
<In the Aeroplane Over the Sea> 앨범은 1998년 2월 발매되었고 머지 레코드는 <On Avery Island> 앨범 당시의 판매량을 기초로 CD 5,500장과 LP 음반 1,600장을 찍었다. 예상은 맞아서 처음 몇 달 간에는 적당히 팔려나갔다. 앨범은 대부분 호평을 받았지만 극찬까지는 이르지 못했다. 엔터테인먼트 위클리의 롭 브루너는 독특한 악기 구성과 경쾌한 팝 멜로디를 칭찬했으나 몇몇 곡들에 대해서는 "생명력 없는 어쿠스틱 주절거림"이라고 평하기도 했다. 피치포크의 M. 크리스천 맥더모트는 이들의 음악에 대해 "서전 페퍼와 90년대 초 로-파이의 결합"이라고 묘사하며 "무서울 만큼 매력적"이라고 했다. 한편 롤링 스톤의 벤 라트리프는 너무 두꺼운 디스토션 레이어가 멜로디를 없애버렸다는 비평을 했고 CMJ 뉴 뮤직 먼슬리는 이 앨범을 1998년 최고의 앨범으로 선정했고 파즈 & 잡 1998년 투표에서는 15위를 차지했다.
앨범 홍보를 위해 뉴트럴 밀크 호텔은 북미와 유럽 투어를 시작했다. 투어를 위해 존 페르난데스와 윌 웨스트브룩이 들어왔고 스필레인과 함께 호른 연주를 배웠다. 투어를 하면서 뉴트럴 밀크 호텔의 공연이 육체적으로 힘들과 혼란스럽다는 얘기들이 나왔다. 그레이트 레이크의 멤버인 벤 크럼은 당시에 대해 "분명 위험한 공연이었다. 줄리안의 경우 제프가 그를 들어서 드럼으로 집어던지는 등 누군가 실제로 다칠 수 있는 상황이었다"고 회상했다. 종종 숙박비가 없어서 때로 관중들에게 그들의 집에서 머물 수 있냐고 묻기도 했는데 사실 사람들은 그들이 자기 집에 올 수도 있다는 것에 두려움을 느꼈다고 한다.

### 휴지기와 컬트적 추종
어떤 기자들은 <In the Aeroplane Over the Sea>의 발매가 인터넷의 부상과 맞아떨어졌다고 본다. 이 앨범은 온라인 게시판의 단골 메뉴였고 피치포크 등과 같은 초기 음악 사이트를 통해 뉴트럴 밀크 호텔은 인지도를 높였다. 이러한 명성은 맨검에게는 부정적으로 작용했고 그의 정신 건강이 악화되는데 일조를 했다. 그는 지속적으로 멤버들에게 그만두고 싶다고 했으나 그 이유에 대해서는 절대 말해주지 않았다. 어떤 기자들은 투어와 함께 팬들에게 가사의 내용에 대해 계속해서 설명해 주는 것에 지쳐버렸다고 추론한다. 전기 작가인 아담 클레어는 팬들이 자신의 음악을 바라보는 방식들에 압도되었고 그로 인한 후속 앨범들에 대한 높은 기대 때문이었다고 한다. 이유야 어떠했든 간에 맨검은 더 이상 연주를 계속할 수 없다는 결론에 도달했고 대중들의 눈에서부터 사라져 버리기를 원했다. 이런 결심에 대해 멤버들에게 말해주지 않으면서 맨검은 그저 새로운 음악에 대한 주제를 회피했다. 이로 인해 투어가 끝난지 얼마 안 되어 뉴트럴 밀크 호텔은 잠정적으로 휴지기를 갖게 된다. 이들의 투어 마지막 공연은 1998년 10월 13일 런던에서였다.
활동 중단 기간에 맨검은 때로 몇 가지 프로젝트를 하긴 했지만 그 어떤 것도 널리 알려지지는 못했다. 2002년 인터뷰에서 뉴트럴 밀크 호텔의 세 번째 앨범에 대한 이야기가 나오자 맨검은 "글쎄 잘 모르겠다. 나오면 좋겠지만 과연 그럴 수 있을지 모르겠다"고 했다. 뉴트럴 밀크 호텔이 공식적으로 해체된 것은 아니었다. 코스터는 그와 멤버들은 당시 휴지기를 잠깐의 휴식을 가지면서 다른 음악 프로젝트를 하는 기간으로 생각했다. 당시에 대해 코스터는 "뉴트럴 밀크 호텔이 아무 것도 하지 않는 것에 대해 나는 별로 이상하다고 생각하지 않았다. 너무 많은 일들이 일어나고 있었고 우리는 많은 것을 해냈다. 전혀 부자연스럽다고 느끼지 않았다"고 회상했다.
팬들은 왜 뉴트럴 밀크 호텔이 왜 활동을 중지했는지에 대해 알 수가 없었다. 어떤 이들은 분노하며 맨검이 이기적이라고 했고 또는 가짜 블로그를 통해 미래 투어나 기타 가짜 뉴스들을 게시하기도 했다. 소문들과 온라인 게시글들은 이들의 위상을 더 높여주었고 이로 인해 특히 <In the Aeroplane Over the Sea> 앨범은 컬트적 추종자들을 양산했고 제프 맨검은 전설적인 인물이 되었다. 2003년 크리에이티브 로핑의 작가인 케빈 그리피스는 커버 스토리로 맨검의 사생활을 추적하려 했는데 맨검이 이에 대해 "나는 하나의 아이디어가 아니라 한 사람이고 분명하게도 그저 내버려두기를 원하는 사람이다"라고 쓴 이메일을 그에게 보내기도 했다. 평론가인 마크 리차드슨은 <In the Aeroplane Over the Sea> 앨범의 인기에 대해 "팬들은 맨검에게 접근이 가능하지 않기에 앨범을 통해 그와의 연결점을 찾는 것이다. 아무 것도 하지 않음으로 뉴트럴 밀크 호텔은 컬트의 지위를 갖게 되었다"고 했다.
<In the Aeroplane Over the Sea>의 세월이 지나면서 그 위상이 엄청나게 상승했고 2005년 도미노 레코딩 컴퍼니에서 이 앨범을 재발매했을 때 피치포크의 마크 리차드슨은 퍼펙트 스코어인 평점 10/10을 주면서  "이 앨범은 이미지, 연상, 실마리들의 기록이다. 아름답지만 남용되는 만화경이란 단어가 이 앨범에 딱 맞는 설명이다"라고 극찬했으며 올뮤직이나 팝뮤직 백과사전 같은 곳에서도 만점을 주었다. 앨범 판매는 2000년대 들어 상승하면서 2005년에는 약 14만장에 달했다. 폴리곤의 개렛 마틴은 이 앨범의 팬들이 유투브에 커버곡을 올린다던지 관련 시를 쓴다던지 헌정 밴드를 만드는 등 "매우 열정적"이라며 "팬들의 숫자는 비교적 적을 수 있으나 매우 열렬한 충성도를 보인다"고 했다.

### 재결합

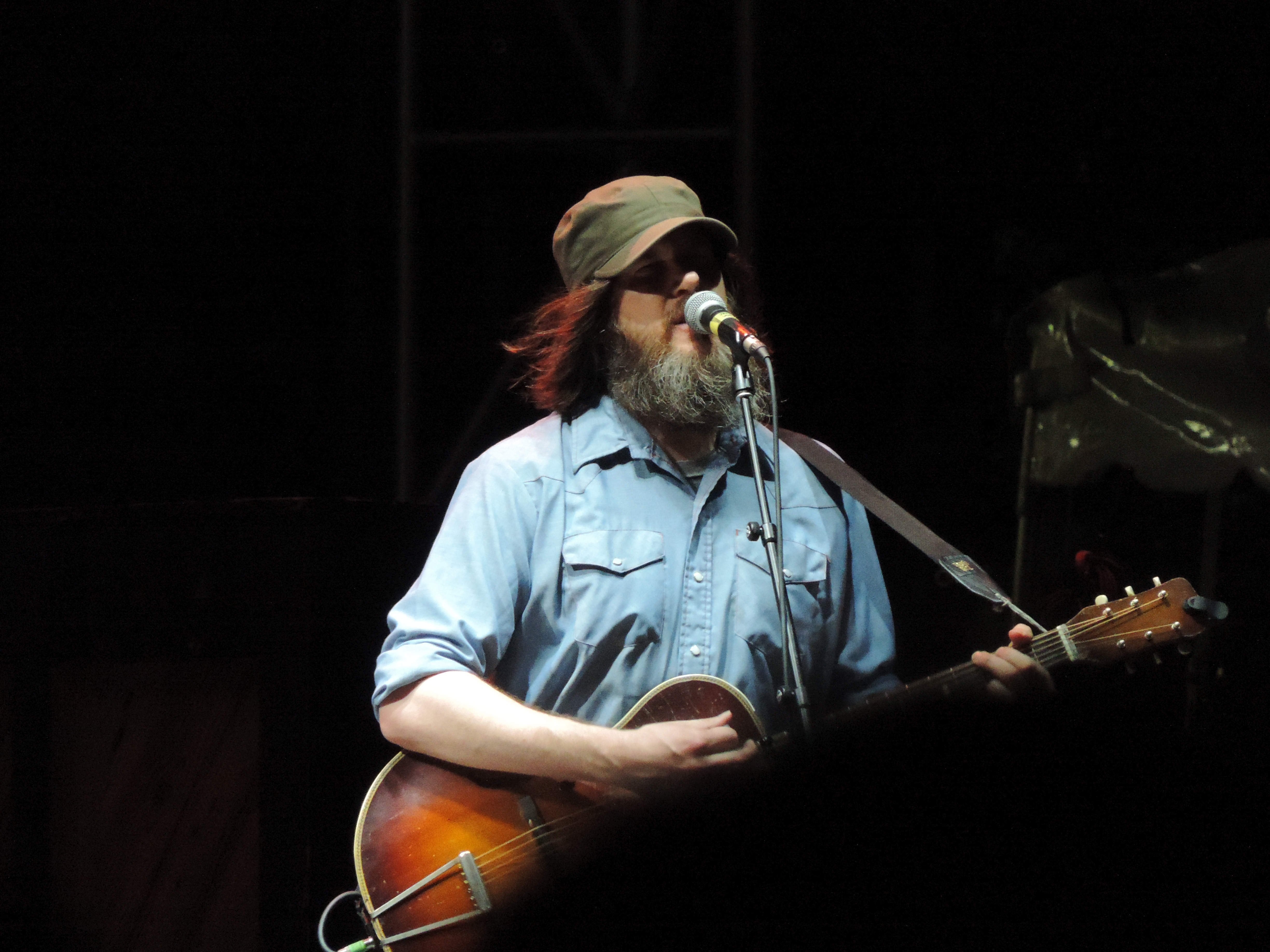
2014년 뉴트럴 밀크 호텔 재결합 공연에서 연주하는 제프 맨검

맨검은 2008년 몇 차례의 솔로 공연을 하며 다시 대중 앞에 나타났다가 2011년과 2012년에 걸쳐 본격적 솔로 투어를 벌였다. 이 시기에 맨검은 뉴트럴 밀크 호텔의 박스 세트를 준비했는데 여기에 미발매 곡 등이 담긴 <Ferris Wheel on Fire>라는 제목의 모음집을 포함시켰다. 맨검이 활동을 재개하면서 뉴트럴 밀크 호텔의 재결합 소문이 돌기 시작했다.
2013년 4월 29일, 뉴트럴 밀크 호텔은 공식적으로 네 명의 멤버 모두가 함께 하는 재결합 투어를 예고했다. 올란도 위클리와의 인터뷰에서 슈나이더는 "휴지기는 사실 의도한 것은 아니었고 많은 이들이 이야기하기 전까지 맨검은 사실상 자신이 은둔하고 있는지도 몰랐을 것이다. 실제로 투어를 시작할 지는 모르겠지만 나는 그가 하고자 노력한다는 것을 안다"고 했다. 뉴트럴 밀크 호텔의 재결합 투어는 2013년에서 2015년까지 이어졌다. 투어 중이었던 2014년 공식웹사이트에 한 멤버가 이번 투어는 "예측 가능한 미래"에 있어서 마지막이라고 썼으며 이후 다시 휴지기를 갖게 되면서 "친애하는 친구들이여. 우리는 그대들을 사랑하지만 이제는 결코 끝나지 않는 현재에 대해 작별을 고할 시간입니다"라고 게시글을 올렸다.

## 음악 스타일
뉴트럴 밀크 호텔은 실험적 사운드로 유명한데 인디 록과 사이키델릭 포크에 로파이 제작으로 묘사된다. 평론가들은 이들의 여러 음악적 영향들에 대해 동유럽 합창곡, 캔터베리 사운드, 서커스 음악, 행진곡, 구체 음악, 드론 음악, 프리 재즈, 트로피키아 등을 든다. 이들의 곡들은 맨검이 어쿠스틱 기타로 연주하는 간단한 코드 진행의 구성이 주를 이루며 종종 곡이 진행되면서 악기들이 합류한다. 멤버들은 여러 종류의 악기들을 다루었는데 <In the Aeroplane Over the Sea> 앨범의 경우 드럼이나 디스토션 기타에 더해 톱, 유리언 파이프, 디지털 혼과 같은 독특한 악기들을 사용했다.
<On Avery Island> 이전 초기 녹음들은 디스토션이 더 많이 쓰여졌고 거친데 비해 <On Avery Island> 앨범의 경우 음악적 응집력이 생기고 더 실험적으로 나아갔다. 음악평론가인 사샤 게펜은 "이 앨범은 접근 가능한 것과 불가해한 것 사이에서 흔들리며 폭주한다... 완벽한 팝 멜로디와 가스 같은 소음 사이의 갑작스러운 전환은 이들의 음악에 마치 들불과도 같은 매력을 부여한다"고 했다. 이 앨범에서 가장 실험적인 마지막 곡 "Pree-Sisters Swallowing a Donkey's Eye"는 13분 짜리 드론 음악으로 가믈란과 노이즈 뮤직의 영향을 받았다.
많은 평론가들이 <Aeroplane Over the Sea>가 뉴트럴 밀크 호텔의 최고이자 가장 발전된 형태의 앨범으로 여긴다. 앨범의 전체적인 사운드는 때로 곡마다 갑자기 바뀌기도 한다. 롤링 스톤 매거진은 이 앨범에는 장례행진곡에서 펑크 록에 이르는 다양한 스펙트럼을 갖고 있다고 평한다. 평론가인 크리스 드빌도 비슷한 견해다. 그는 "음악적 축에 있어 뉴트럴 밀크 호텔은 극도로 친밀한 사이키델릭 모닥불 노래에서 우연적 은혜로 탄창을 채운 풀 밴드 음악으로 전환했다"고 썼다.

### 가사
뉴트럴 밀크 호텔의 가사는 맨검이 담당했다. 평론가인 짐 드로가티스는 맨검의 가사에 대해 초현실적이고 불투명하며 의식의 흐름 기법으로 쓰여졌다고 분석한다. 가사에는 종종 주제와 관련없는 듯 보이는 것들이 들어가 있다. 전기 작가인 킴 쿠퍼는 "King of Carrot Flowers, Pt.1"과 같은 곡이 그러한 예라고 한다. 가사는 어린 시절의 환타지로 되어있지만 거기에는 성적 각성, 가정 폭력, 종교적 광신, 타로 카드 등에 대한 내용들이 담겼다. 드로가티스는 맨검의 가사에 대해 "닥터 수스가 윌리엄 S. 버로스를 묘사하거나 지그문트 프로이트가 시드 배럿과 함께 가사를 쓰는 것과도 같다"고 표현했다.
맨검은 가사의 많은 부분이 무의식에서 비롯된다고 하며 "어떤 것은 나도 이해 못하고 그것이 무엇인지 나도 모른다. 하지만 정말 멋지다"고 했다. 또한 환상이나 자각몽, 악몽 등에서 영감을 얻기도 한다고 했다. 맨검은 때로 잠꼬대를 하면서도 슈나이더와 완벽한 대화를 나누기도 했다. 노래를 위한 아이디어가 떠오르면 맨검은 일단 단어로 다리를 놓는 작업을 시작하는데 이는 가사와 동떨어진 내용인듯 보이는 것들을 이어주는 작은 아이디어들이다. "Two-Headed Boy"의 가사를 예로 들면서 맨검은 각 절들은 오랜 기간을 두고 띄엄띄엄 쓰여졌고 소위 "단어 다리"를 통해 각 절들을 이었다고 했다.
뉴트럴 밀크 호텔의 곡들은 사랑, 영성, 향수, 섹스, 외로움 등과 같은 많은 주제를 다룬다. 드로가티스는 맨검의 가사에 대해 본질적인 욕망과 연결된 인격 구성요소를 이드(id)를 통해 묘사하는 것으로 설명한다. 또한 자신의 삶에서 일어난 일들에 대한 반응을 쓴 것들도 있는데 "Song Against Sex" 같은 경우 섹스를 관계에 있어 권력으로 사용하는 것에 대한 내용이다.  <Aeroplane Over the Sea> 앨범의 전체 중심 주제는 나치 강제 수용소에서 죽어간 십대 소녀 안네 프랑크의 삶으로 "Holland 1945"나 "Ghost" 같은 곡들은 안네 프랑크의 삶에 관한 내용을 담고 있다. 그렇기 때문에 어떤 이들은 <Aeroplane Over the Sea>가 컨셉트 앨범이라고 하기도 한다. 한편 먼슬리의 앤웬 크로포드는 이러한 주장에 동의하지 않으면서 "<Aeroplane Over the Sea>를 홀로코스트에 대한 앨범이라고 하는 것은 지나치게 문자적인 해석일 것이다. 안네 프랑크는 반복되는 집합을 채우는 많은 환상 중 하나일 뿐으로 꿈이나 종교적 비전의 닫힌 논리로 진행되는 서로 연결된 내러티브로 연결된 것이다"라고 했다.

### 공연
뉴트럴 밀크 호텔은 절대 어떤 경우에도 잘 짜여지거나 다듬어진 음악이라고 할 수 없다. 마치 카니발을 AM 라디오를 통해 틀고 그것을 마이크가 있는 양동이에 넣고 녹음한 다음 그것을 축음기로 튼 다음 계단 아래로 굴러떨어뜨린 것과도 같다. 그것을 받아든 것이 뉴트럴 밀크 호텔이다.

뉴트럴 밀크 호텔의 공연에는 네 명의 멤버 외에 종종 다른 뮤지션들이 합류한다. 재결합 투어의 경우 로라 카터, 제레미 탈, 그리고 맨검의 아내인 아스트라 테일러가 함께 했었다. 무대에 나온 뮤지션들은 거의 다 여러 악기들을 다루며 곡에 따라 악기들을 바꿔가며 연주한다. 이들의 공연은 대략 45-90분 정도 길이이며 사용하는 장비들은 싸구려에다 상태가 좋지 않은 것들이 많았는데 재결합 공연에서는 더 비싼 장비들을 썼다.
초기 공연들은 혼란스럽고 잘 정리되지 않은 모습이었는데 1996년 투어에 대해 멤버였던 맷 서그스는 "맨검 밴드는 혼란스럽고 무질서하며 사랑스럽다"고 표현하기도 했다. 당시에는 공연 중에 멤버들끼리 레슬링을 하거나 서로 장난을 많이 쳤다. <Aeroplane Over the Sea> 투어 중에는 공연장의 오디오 엔지니어들이 무엇을 해야할지 몰라 혼란스러웠다고 한다. 그래서 카터는 "믹스-보드 통역가"라는 특이한 직책을 맡기도 했는데 이에 대해 카터는 "이는 엔지니어들에게 앞으로 어떤 일이 일어날 것인지에 대해 말해주는 역할과도 같은 것이었다. 무대에서는 여러가지가 동시다발적으로 발생하고 있었고 통곡과 비명이 난무하는 스무가지의 악기가 연주되는 가운데 사운드맨에게 어디에 집중해야 하는지를 알려주는 것이었다"고 설명한다.

## 음악적 유산
뉴트럴 밀크 호텔이 해체한 1998년, 컬트적 추종자들은 이들을 스타덤에 올려놓았고 이로 인해 많은 팬들과 평론가들은 이들을 중요한 인디 록 밴드로 부르고 있다. 뉴트럴 밀크 호텔의 유산 중 상당 부분은 2013년까지 약 40만장의 판매에 도달한 <In the Aeroplane Over the Sea> 앨범에서 비롯되었다. 그 결과 피치포크나 블렌더 같은 음악 평론계에서는 이를 역대 가장 위대한 인디 록 앨범 중 하나로 선정했고 1990년대 최고의 앨범 중 하나로 꼽는다. 이 앨범은 인디 록 경전에 새겨졌고 지속적으로 새로운 청취자들을 끌어모으고 있다. 업록스의 크리스 모건은 "사람들은 높은 평가를 받는 뉴트럴 밀크 호텔의 두 번째 앨범에 대한 깊은 열정을 공유하고 있다... 사람들에게 사랑받고 있는 많은 앨범들이 있지만 이렇게 사람들에게 강한 영향을 끼친 것은 드물다"고 했다. 어떤 평론가들은 <In the Aeroplane Over the Sea>의 인기가 너무 높아서 <On Avery Island> 같은 다른 앨범들이 빛을 보지 못한다고 하기도 한다.
뉴트럴 밀크 호텔의 명성에는 맨검을 둘러싼 신비함도 한 축을 담당한다. 전기 작가인 아담 클레어는 예상치 못한 맨검의 은둔이 활동할 때보다 더 많은 관심을 불러 일으켰음을 본다. 인터뷰를 거절했기 때문에 왜 그가 사라졌는지에 대하여 근거가 없거가 희박한 낚시성 기사들이 나오게 되었다. 맨검이 2008년 재등장한 이후에도 그의 삶에 대한 구체적인 내용들이 기사로 만들어졌다. 뉴트럴 밀크 호텔의 법적 대리인인 브라이언 맥피어슨은 "이들이 재채기만 해도 피치포크의 1면에 나온다"고까지 했다.
뉴트럴 밀크 호텔은 많은 인디 록 밴드들에게 영향을 주었다. 에스콰이어의 마일스 레이머에 따르면 이들의 불협화음과 진지한 가사는 1990년대 언더그라운드 음악계와는 정반대의 방향이었다. 많은 밴드들이 삶과 동떨어진 아이러니를 주제로 할 때 이들의 거칠고 노골적인 감정적 가사는 사회적으로 소외된 이들의 마음을 사로잡았다. 이들에게 영향을 받은 밴드인 아케이드 파이어, 디셈버리스츠는 사이키델릭 포크 음악에 비전통적 악기들을 사용했다. 아케이드 파이어의 리더인 윈 버틀러는 뉴트럴 밀크 호텔이 머지 레코드 소속이었기에 자신들도 그곳과 계약을 했다고 한다. 또한 AJJ, 베이루트, 브라이트 아이스, 더 루미니어스, 오커빌 리버, Pwr Bttn, 멜러니 마르티네스, 어맨다 파머 같은 이들에게 영향을 끼쳤다.

## 구성원
- 제프 맨검 (Jeff Mangum) – 기타, 리드 보컬, 키보드, 베이스 기타(스튜디오), 드럼(초기) (1989–1998년, 2013–2015년)[31]
- 줄리안 코스터 (Julian Koster) – 베이스 기타, 아코디언, 톱, 벤죠(활연주), 키보드, 오르간 (1996–1998년, 2013–2015년)[32]
- 스콧 스필레인 (Scott Spillane) – 트럼펫, 플루겔호른, 트럼본, 유포늄, 기타 (1996–1998년, 2013–2015년)[32]
- 제레미 반스 (Jeremy Barnes) – 드럼, 피아노, 오르간 (1996–1998년, 2013–2015년)[32]

## 음반 목록
- “Everything Is (EP)” (1994년)
- “On Avery Island” (1996년)
- “In the Aeroplane Over the Sea” (1998년)